# عبد السلام عقل
عبد السلام محمد عقل المعروف بـ"أبو أحمد" هو أحد أبرز الرموز الإعلامية الفلسطينية في المهجر وُلد في لبنان عام 1963 لعائلة هجّرت قسرًا من قريتها الأصلية صفورية الواقعة في قضاء الناصرة بالجليل الأعلى إثر نكبة عام 1948.

## حياته
شقّ عبد السلام طريقه بتصميمٍ استثنائي فدرس الإعلام في الجامعة اللبنانية ثم تابع دراسته العليا في جامعة القديس يوسف حيث نال درجة الماجستير في الإعلام. وسرعان ما برز صوته في كبرى وسائل الإعلام العربية والدولية كمذيع ومراسل ومحرر ومقدم برامج. عمل في إذاعة صوت الشعب وإذاعة القدس إضافة إلى قناة العالم وقناة أبو ظبي وروسيا اليوم وسكاي نيوز عربية وامتدت مسيرته لأكثر من ربع قرن.
لم يقتصر نضاله على الإعلام فقط بل مثل فلسطين رياضيًا أيضًا حين شارك في بطولة العالم للكاراتيه في طوكيو عام 1979 وكان أصغر لاعب ضمن المنتخب. كما كان من أبرز المؤسسين للعمل الطلابي الفلسطيني في لبنان حيث أسس تجمّع الطلبة الفلسطينيين في أواخر الثمانينيات وترأسه خلال دراسته الجامعية.
في عام 1998 أسس الناشط الحقوقي عبد السلام عقل المنظمة الفلسطينية لحقوق الإنسان "حقوق" وتولى رئاستها لثلاث سنوات مشاركًا في العديد من المؤتمرات الحقوقية على المستويين العربي والدولي.
تجلّى حضوره الفكري والإعلامي من خلال مساهمته في تأسيس شركة "إعلاميا الدولية" بالتعاون مع الشهيد الدكتور فتحي الشقاقي كما كان عضوًا في النادي الثقافي الفلسطيني الذي أشرف عليه المفكر الدكتور أنيس الصايغ. واليوم يواصل مشروعه الثقافي والإعلامي من خلال العمل على إنشاء "المكتبة الصوتية العربية" التي يسجّل فيها مختارات من التراث الشعري والنثري العربي بصوته.
عرف صوته في مئات الأفلام الوثائقية والبرامج التلفزيونية كما اعتُمد في الإعلانات الترويجية داخل مؤسسات إعلامية وشركات طيران مرموقة. إلى جانب ذلك درّب عشرات الإعلاميين وخريجي الصحافة على الأداء الصوتي العربي وفنونه المختلفة.
لعبد السلام عقل مؤلفات حقوقية وسياسية وأدبية وشعرية منها ما نُشر ومنها ما يزال ينتظر النور. وكتب مئات المقالات السياسية والفكرية تحت الاسم الصحفي "منذر الكاشف" تناول فيها تجاربه في إيران وروسيا وأحداث الثورات العربية.
اليوم يقيم عبد السلام عقل في العاصمة البريطانية لندن حيث يشغل منصب الأمين العام لاتحاد الصحفيين الفلسطينيين في بريطانيا. ويمضي قدمًا في خططه لتأسيس معهد إعلامي تدريبي داخل أحد المخيمات الفلسطينية في لبنان إلى جانب إطلاق قناة يوتيوب تحليلية سياسية يتابعها مئات الآلاف من المهتمين.
وفي موقف يعكس انحيازه الدائم لقضايا الحرية والكرامة أعلن دعمه لثورة الشعب السوري واحتفى بسقوط النظام مؤكدًا موقفه الثابت في الدفاع عن صوت الشعوب المقهورة.